# Borago pygmaea
Borago pygmaea är en strävbladig växtart som först beskrevs av Dc., och fick sitt nu gällande namn av Arthur Oliver Chater och Greuter. Borago pygmaea ingår i släktet gurkörter, och familjen strävbladiga växter. Inga underarter finns listade i Catalogue of Life.